# Parco nazionale di Glimmerglass
Il parco nazionale di Glimmerglass è un'area naturale protetta nella contea di Otsego, nello Stato di New York (USA).
Si trova a nord della cittadina di Cooperstown e gran parte del suo territorio è inglobato nella località di Springfield.
Il parco è localizzato sulla sponda est del lago Otsego, chiamato  Glimmerglass, in alcuni scritti del romanziere James Fenimore Cooper.

## Ricettività turistica
Aperto tutto l'anno, il parco è dotato di diverse strutture turistiche: una spiaggia, aree picnic, ristoranti, accampamenti per tende e roulotte, percorsi per passeggiate, percorsi per giri in mountain bike, sci di fondo e scalate.
Nella stagione invernale è possibile pattinare e pescare sul ghiaccio del lago Otsego.